# Spoorlijn 53
Spoorlijn 53 is een Belgische spoorlijn tussen Schellebelle en Leuven en is 64 km lang.

## Geschiedenis
In 2024 vroeg Infrabel een omgevingsvergunning om twee uitwijksporen voor goederentreinen aan te leggen aan weerszijden van de twee bestaande sporen, tussen de Winningstraat en de Mandekensstraat in Dendermonde. De museumlijn 52 (Dendermonde-Puurs) zal voortaan aftakken van het noordelijke uitwijkspoor. De Provincie Oost-Vlaanderen wil gecombineerd met deze werken fietssnelweg F44 (Gent - Mechelen) aanleggen aan de noordkant van het spoor.

## Treindiensten
De NMBS verzorgt het personenvervoer met IC, L-, S-, piekuur- en ICT-treinen.
| Serie/ Treinsoort | Route                                                                                 | Bijzonderheden |
| ----------------- | ------------------------------------------------------------------------------------- | --- |
| IC 21             | Gent-Sint-Pieters - Dendermonde - Mechelen - Leuven                                   | Rijdt in het weekend Mechelen-Leuven                                                                                       |
| L 02              | Mechelen - Dendermonde - Gent-Sint-Pieters - Brugge - Zeebrugge-Dorp/Zeebrugge-Strand | in het weekend en tijdens de zomervakantie naar Zeebrugge-Strand, in het weekend niet tussen Gent-Sint-Pieters en Mechelen |
| L 28              | Kortrijk - Deinze - Gent-Sint-Pieters - Dendermonde - Mechelen                        | Rijdt enkel in het weekend als vervanging van L02                                                                          |
| L 27              | Sint-Niklaas - Puurs - Mechelen - Haacht - Leuven                                     | Rijdt in het weekend enkel tussen Sint-Niklaas en Mechelen                                                                 |
| S 4               | Aalst - Ternat - Brussel-Luxemburg - Vilvoorde - Muizen - Mechelen                    | Rijdt niet in het weekend, maakt deel uit van het Gewestelijk ExpresNet van Brussel                                        |
| P                 | Sint-Niklaas - Mechelen - Leuven                                                      | Rijdt enkel op werkdagen                                                                                                   |
| P                 | Sint-Niklaas - Puurs - Mechelen                                                       | Rijdt enkel tijdens de spits; op woensdagmiddag tijdens het schooljaar extra ritten                                        |
| P                 | (Gent-Sint-Pieters -) Dendermonde - Mechelen - Leuven                                 | Rijdt enkel tijdens de schoolperiode                                                                                       |
| P                 | Essen/Hamont - Mechelen - Leuven - Heverlee                                           | 1 trein op zondagavond tijdens het academiejaar                                                                            |
| P                 | Poperinge - Kortrijk - Gent-Sint-Pieters - Leuven - Sint-Joris-Weert                  | 1 trein op zondag tijdens het academiejaar                                                                                 |
| ICT               | Hamont - Gent-Sint-Pieters - Blankenberge                                             | Tijdens de weekends in de zomervakantie                                                                                    |
| ICT               | Turnhout - Gent-Sint-Pieters - Blankenberge                                           | Tijdens de weekends in de zomervakantie                                                                                    |

Met ingang van de nieuwe dienstregeling in december 2020, worden enkele stations weer in het weekend bediend. Sinds 1994 werd er in het weekend niet gestopt in Hever. Met ingang van de nieuwe dienstregeling in december 2021 wordt het station van Wichelen ook in het weekend bediend.

## Aansluitingen
In de volgende plaatsen is of was er een aansluiting op de volgende spoorlijnen:
Schellebelle
Spoorlijn 50 tussen Brussel-Noord en Gent-Sint-Pieters
Dendermonde
Spoorlijn 52 tussen Dendermonde en Antwerpen-Zuid
Spoorlijn 57 tussen Aalst en Lokeren
Spoorlijn 60 tussen Y Jette en Dendermonde
Londerzeel
Spoorlijn 61 tussen Kontich / Mortsel en Aalst
Y Heike
Spoorlijn 54 tussen Y Heike en Terneuzen
Mechelen
Spoorlijn 27 tussen Brussel-Noord en Antwerpen-Centraal
Spoorlijn 53A tussen Muizen en Mechelen
Muizen
Spoorlijn 27B tussen Y Weerde en Antwerpen-Zuid
Spoorlijn 53A tussen Muizen en Mechelen
Y Hever
Spoorlijn 27B/1 tussen Y Prinsenhoek en Y Hever
Leuven
HSL 2 tussen Leuven en Ans
Spoorlijn 35 tussen Leuven en Hasselt
Spoorlijn 36 tussen Brussel-Noord en Luik-Guillemins
Spoorlijn 36N tussen Brussel-Noord en Leuven
Spoorlijn 139 tussen Leuven en Ottignies

## Verbindingsspoor
53/1: Y Dijlebrug (lijn 53) - Y Holsbeek (lijn 35, 35/2)

## Lijn 53A
Lijn 53A is de parallelle verbindingslijn tussen het vormingsstation Muizen voor de aansluiting met lijn 27B en Mechelen.

## ERTMS
Sinds april 2013 is tussen Wijgmaal en Hever het ERTMS geïnstalleerd en in gebruik. Dit in kader om het spoorvervoer op corridor C gemakkelijker te laten lopen. Ondertussen is ook het gedeelte Wijgmaal tot Leuven en Hever tot Muizen actief met ERTMS. Zo is het mogelijk van Muizen tot Ottignies volledig onder ERTMS te rijden.